# Best of Adrian
Best of Adrian è una raccolta della band heavy metal tedesca Running Wild pubblicata nel 2006 dalla GUN Records.
La compilation contiene una selezione delle migliori canzoni dell'"epoca GUN", ossia da The Rivalry a Rogues en Vogue.

## Tracce
1. The Rivalry
2. Draw the Line
3. Detonator
4. Firebreather
5. Kiss of Death
6. Ballad of William Kidd
7. Victory
8. Tsar
9. Welcome to Hell
10. The Brotherhood
11. Pirate Song
12. Rogues en Vogue
13. Bad to the Bone (live)
14. Welcome to Hell (live)
15. Under Jolly Roger (live)

## Formazione
- Rock n' Rolf - voce, chitarra
- Thilo Herrmann - chitarra
- Thomas Smuszynski - basso
- Peter Pichl - basso
- Jörg Michael - batteria
- Angelo Sasso - batteria
- Mattias Liebetruth - batteria